# 5 гривень (банкнота)
5 гривень — українські банкноти, що вводилися в обіг Національним банком України (НБУ) з 1996 року. Знаходиться в обігу разом з п'ятигривневими монетами. З 2018 року п'ятигривневі банкноти поступово вилучаються та замінюються в обігу монетами відповідного номіналу. Крім цього, цей номінал між 1918—1920 роками випускала УНР.

## Історія

### Банкноти УНР
Після проголошення Української Народної Республіки (УНР) третім універсалом Центральної Ради у листопаді 1917 року почалася активна розробка власної валюти. Створенням своєї фінансової системи і грошових знаків, як ще одного чинника державотворення, опікувався Генеральний секретаріат фінансів та промисловості на чолі з Михайлом Туган-Барановським. 1 січня 1918 року Центральна Рада ухвалила «Тимчасовий закон про випуск державних кредитових білетів УНР». Першими українськими грошима стали банкноти «100 карбованців», оформлені художником-графіком Георгієм Нарбутом. Після проголошення самостійності УНР та з огляду на часті випадки фальшування нової купюри (яка робилася зі звичайного паперу, не мала захисних водяних знаків; окрім того більшовики, тікаючи з Києва, викрали і вивезли до Москви кліше грошового білета), Центральна Рада 1 березня 1918 року ухвалила закон «Про грошову одиницю, биття монети та друк кредитових державних білетів». Запроваджувалася нова грошова одиниця — гривня, «що має містити 8,712 долі щирого золота; гривня ділиться на 100 шагів; 2 гривні відповідають одному карбованцеві емісії 1917 р.». З настанням радянського періоду в історії України, гроші у гривневому найменуванні зникли з обігу аж до середини 1990-х років. На початку 1920-х років, після розпуску УНР, Раднаркомом на землях Радянської України були запроваджені перші радянські карбованці (так звані «більшовицькі тисячки»).

### Сучасна Україна
У вересні 1991 року, після проголошення Україною незалежности у серпні того року на тлі розпаду Радянського Союзу, Верховною Радою УРСР було прийнято рішення щодо випуску банкнот-гривень. Однак перед введенням гривні спочатку, 1992 року, була запроваджена перехідна тимчасова валюта — купонокарбованець. Перші банкноти-гривні були випущені НБУ в обіг лише через 4 роки, під час грошової реформи 1996 року, протягом 2—16 вересня.
Зі слів автора перших банкнот сучасної України Василя Лопати, у квітні 1991 року відомих художників УРСР запросили для участі в розробці ескізів нової української валюти. До складу колективу з розробки ескізів увійшли народний художник України Олександр Данченко, заслужений діяч мистецтв України Василь Перевальський, заслужені художники України: Володимир Юрчишин, Сергій Якутович і сам Василь Лопата. Робота по створенню банкнот проходила під егідою комісії Верховної Ради України з питань економічних реформ та управління народним господарством, а також комісії з питань культури й духовного відродження. У цій роботі взяли участь народні депутати України: Лесь Танюк, Павло Мовчан, Дмитро Павличко, Володимир Яворівський, Іван Заєць й інші. Ескізи банкнот розглядала Президія Верховної Ради під головуванням Леоніда Кравчука, який затвердив ескізи, підготовлені Василем Лопатою.
Загалом, з 1996 року НБУ було введено в обіг три покоління 5-гривневих банкнот. Через відсутність необхідного для цього обладнання — напочатку 1990-х років банкноти доводилося друкувати у Канаді та Великій Британії. Надалі, починаючи з 2000-х років — вони вже друкувалися в Україні. Всі покоління є різними за дизайном, зокрема: різноманітними не лише за коліром та малюнком, але і за розміром — якщо перші дві серії мали однаковий розмір, то у третій його вже зменшили; крім цього, з кожною наступною серією — ускладнювался система їхнього захисту від підробки.
14 березня 2018 року НБУ оголосив про введення в обіг монет номіналами 1, 2, 5 та 10 гривень, які поступово замінять банкноти відповідних номіналів, і 5-гривневі у тому числі. Монети номіналами 1 та 2 гривні були введено в обіг 27 квітня 2018 року, монети у 5 гривень — 20 грудня 2019 року, а монети у 10 гривень — 3 червня 2020 року. Причиною цього рішення стало те, що паперові банкноти слугують лише рік, тоді як монети — до 20 років. Відповідно це дозволило економити щороку до 1 млрд гривень. Щороку НБУ вилучав з обігу близько 800 млн штук зношених банкнот. Причому половина з них — номіналом від 1 до 10 гривень. З 1 жовтня 2020 року НБУ розпочав поступове вилучення з обігу всіх банкнот третього покоління. Ці банкноти перебувають в обігу до прийняття окремого рішення Правлінням НБУ щодо їх повного вилучення.
Також, 2020 року, з метою поліпшення організації готівкового обігу, НБУ заявив про вилучення з обігу банкнот, випущених до 2003 року, тобто банкнот першого (1992 року випуску) та другого покоління (1994—2001 років випуску). З 1 жовтня того року ці банкноти перестали бути законним засобом платежу.
5-гривневі банкноти третього покоління після оголошення початку вилучення з обігу залишаються дійсним платіжним засобом. Ними можна продовжувати розраховуватися, їх не потрібно спеціально обмінювати. Водночас, потрапляючи в банки, вони більше не повертаються в готівковий обіг, а вилучаються банками та передаються до НБУ для утилізації. Після встановленої НБУ дати банкноти перестають бути платіжним засобом; усі магазини, ресторани, заклади сфери побуту не приймають їх під час готівкових розрахунків за товари та послуги; встановлюється часовий період для обміну на платіжні банкноти та монети у банках.

## Опис випусків УНР
1919 року Директорія Української Народної Республіки надрукувала 5-гривневі банкноти. Директорія діяла між з 14 листопада 1918-го до 10 листопада 1920 року, вона прийшла на зміну Гетьманату (Української Держави), який був повалений повстанням 14 грудня 1918 року. Банкноти Директорії друкувалися у Кам'янець-Подільській фортеці та Станіславові, бо наприкінці 1918-го — на початку 1919 року значна територія країни, включаючи Київ, була захоплена більшовиками.
Банкнота мала максимально спрощений дизайн, на ній зображалися лише: тризуб та пояснювальні написи. Вони містили підпис Директора Державної скарбниці та дволітерно-одноцифрову нумерацію.
| Банкноти різних років випуску | Банкноти різних років випуску | Банкноти різних років випуску  | Банкноти різних років випуску | Банкноти різних років випуску | Банкноти різних років випуску | Банкноти різних років випуску      | Банкноти різних років випуску | Банкноти різних років випуску | Банкноти різних років випуску | Банкноти різних років випуску |
| Зображення                    | Зображення                    | Підпис                         | Розміри, мм                   | Основний колір                | Опис                          | Опис                               | Дата                          | Дата                          | Дата                          | Дата                          |
| Аверс                         | Реверс                        | Підпис                         | Розміри, мм                   | Основний колір                | Аверс                         | Реверс                             | першого друку                 | випуску                       | вилучення з обігу             |                               |
| ----------------------------- | ----------------------------- | ------------------------------ | ----------------------------- | ----------------------------- | ----------------------------- | ---------------------------------- | ----------------------------- | ----------------------------- | ----------------------------- | ----------------------------- |
|                               |                               | Г. Золотов А. Середа Г. Нарбут | 100 × 60                      | Чорно-сірий                   | Герб «Тризуб», Номінал        | Інформація державного казначейства | 1919                          | 5 липня 1919                  | Після 1921                    |                               |

## Опис випусків сучасної України

### Загальне оформлення
5-гривневі банкноти всіх поколіннь традиційно містять на аверсі графічний портрет Богдана Хмельницького (1596—1657) — політика, полководця і дипломата, провідника національно-визвольних змагань 1648—1657 років, творця Української козацької держави та гетьмана Війська Запорозького; а реверс — зображення Іллінської церкви у селі Суботів (Черкаська область) — родинну усипальницю Хмельницького, побудованої у 1650-х роках.
Банкноти мали написи «Національний банк України» та «Україна» (крім третього покоління). Крім підпису Голів НБУ, банкноти першого покоління мали десятизначні номери, а всіх наступних поколіннь — дволітерні-семизначні номери. Вони друкуються на спеціальному білому папері, що має відтінок, який відповідає основному кольору банкноти.

### Елементи захисту
НБУ випускає банкноти, що мають сучасний дизайн та надійний захист від підроблення. Наявні елементи захисту на 5-гривневих банкнотах дозволяють гарантовано виявляти підроблені грошові знаки як при уважному візуальному та тактильному контролі без застосування спеціальних детекторів, так і за допомогою спеціального обладнання, що дозволяє перевіряти справжність банкнот в ультрафіолетовому та інфрачервоному діапазонах спектру.
| Елементи захисту             | Перше покоління | Друге покоління | Третє покоління |
| ---------------------------- | --------------- | --------------- | --------------- |
| Водяний знак                 | Так             | Так             | Так             |
| Захисна стрічка              | Так             | Так             | Так             |
| Рельєфні елементи            | Так             | Так             | Так             |
| Суміщений малюнок            | Ні              | Так             | Так             |
| Райдужний друк               | Ні              | Ні              | Так             |
| Антисканерна сітка           | Так             | Так             | Так             |
| Кодоване латентне зображення | Ні              | Ні              | Так             |
| Мікротекст                   | Так             | Так             | Так             |
| Знак для сліпих              | Ні              | Так             | Так             |
| Видимі захисні волокна       | Так             | Так             | Так             |
| Невидимі захисні волокна     | Ні              | Так             | Так             |
| Флуоресцентний номер         | Так             | Так             | Так             |
| Магнітний номер              | Так             | Так             | Так             |
| Прихований номінал           | Так             | Так             | Так             |
| Флуоресцентний друк          | Так             | Так             | Так             |
| Високий друк                 | Так             | Так             | Так             |
| Орловський друк              | Так             | Так             | Так             |
| Оптично-змінний елемент      | Ні              | Ні              | Так             |

| - Невидимі захисні зображення (аверс) - Невидимі захисні зображення (реверс) - Водяні знаки - Захисна стрічка |

### Перелік випусків

#### Банкноти першого покоління
Банкноти цієї серії друкувалися канадською фірмою «Canadian Bank Note Company» 1992 року. Вони мали водяний знак у формі тризубів, зображених світлими лініями, розташованими по всій площі купюр. Авторами ескізу банкнот є художники Василь Лопата й Борис Максимов.
Номер банкнот завжди починався з трійки. Розмежувати номери з підписами Володимира Матвієнка, Вадима Гетьмана чи Віктора Ющенка було неможливо, бо вони проставлялися на вже надрукованих банкнотах.
Банкноти ввели в обіг 1996 року. З 2003 року вони почали вилучатися з обігу, а 2020-го — перестали бути законним платіжним засобом.
| Перелік випусків 5-гривневих банкнот першого покоління | Перелік випусків 5-гривневих банкнот першого покоління | Перелік випусків 5-гривневих банкнот першого покоління | Перелік випусків 5-гривневих банкнот першого покоління | Перелік випусків 5-гривневих банкнот першого покоління | Перелік випусків 5-гривневих банкнот першого покоління | Перелік випусків 5-гривневих банкнот першого покоління | Перелік випусків 5-гривневих банкнот першого покоління | Перелік випусків 5-гривневих банкнот першого покоління | Перелік випусків 5-гривневих банкнот першого покоління | Перелік випусків 5-гривневих банкнот першого покоління |
| Підпис                                                 | Зображення                                             | Зображення                                             | Розміри (мм)                                           | Основний колір                                         | Опис                                                   | Опис                                                   | Дата                                                   | Дата                                                   | Дата                                                   | Дата                                                   |
| Підпис                                                 | Аверс                                                  | Реверс                                                 | Розміри (мм)                                           | Основний колір                                         | Аверс                                                  | Реверс                                                 | друку                                                  | випуску                                                | початку вилучення                                      | неплатіжності                                          |
| ------------------------------------------------------ | ------------------------------------------------------ | ------------------------------------------------------ | ------------------------------------------------------ | ------------------------------------------------------ | ------------------------------------------------------ | ------------------------------------------------------ | ------------------------------------------------------ | ------------------------------------------------------ | ------------------------------------------------------ | ------------------------------------------------------ |
|                                                        |                                                        | Володимир Матвієнко                                    | 135 × 70                                               | Темно-синій                                            | Гетьман Богдан Хмельницький                            | Іллінська церква у селі Суботів                        | 1992                                                   | 2 вересня 1996                                         | 15 липня 2003                                          | 1 жовтня 2020                                          |
|                                                        |                                                        | Вадим Гетьман                                          | 135 × 70                                               | Темно-синій                                            | Гетьман Богдан Хмельницький                            | Іллінська церква у селі Суботів                        | 1992                                                   | 2 вересня 1996                                         | 15 липня 2003                                          | 1 жовтня 2020                                          |
|                                                        |                                                        | Віктор Ющенко                                          | 135 × 70                                               | Темно-синій                                            | Гетьман Богдан Хмельницький                            | Іллінська церква у селі Суботів                        | 1992                                                   | 2 вересня 1996                                         | 15 липня 2003                                          | 1 жовтня 2020                                          |

#### Банкноти другого покоління
Частина банкнот цієї серії друкувалися британською фірмою «De La Rue» у 1994 і 1997 роках, а інша частина — Банкнотно-монетним двором НБУ (надалі всі українські банкноти друкувалися лише на цьому підприємстві) у 2001 році.
Одними із нововведень серії стало: з'явилася вживлена у папір захисна стрічка з повторюваним написом «5 гривень»; водяний знак у вигляді портрету Хмельницького, розташований у білому полі ліворуч купюри; знак для сліпих; суміщений малюнок.
Банкноти ввели в обіг 1997 року. З 2004 року вони почали вилучатися з обігу, а 2020-го — перестали бути законним платіжним засобом.
| Перелік випусків 5-гривневих банкнот другого покоління | Перелік випусків 5-гривневих банкнот другого покоління | Перелік випусків 5-гривневих банкнот другого покоління | Перелік випусків 5-гривневих банкнот другого покоління | Перелік випусків 5-гривневих банкнот другого покоління | Перелік випусків 5-гривневих банкнот другого покоління | Перелік випусків 5-гривневих банкнот другого покоління | Перелік випусків 5-гривневих банкнот другого покоління | Перелік випусків 5-гривневих банкнот другого покоління | Перелік випусків 5-гривневих банкнот другого покоління | Перелік випусків 5-гривневих банкнот другого покоління |
| Підпис                                                 | Зображення                                             | Зображення                                             | Розміри (мм)                                           | Основний колір                                         | Опис                                                   | Опис                                                   | Дата                                                   | Дата                                                   | Дата                                                   | Дата                                                   |
| Підпис                                                 | Аверс                                                  | Реверс                                                 | Розміри (мм)                                           | Основний колір                                         | Аверс                                                  | Реверс                                                 | друку                                                  | випуску                                                | початку вилучення                                      | неплатіжності                                          |
| ------------------------------------------------------ | ------------------------------------------------------ | ------------------------------------------------------ | ------------------------------------------------------ | ------------------------------------------------------ | ------------------------------------------------------ | ------------------------------------------------------ | ------------------------------------------------------ | ------------------------------------------------------ | ------------------------------------------------------ | ------------------------------------------------------ |
|                                                        |                                                        | Віктор Ющенко                                          | 133 × 66                                               | Блакитно-синій                                         | Гетьман Богдан Хмельницький                            | Іллінська церква у селі Суботів                        | 1994                                                   | 1 вересня 1997                                         | 14 червня 2004                                         | 1 жовтня 2020                                          |
|                                                        |                                                        | Віктор Ющенко                                          | 133 × 66                                               | Блакитно-синій                                         | Гетьман Богдан Хмельницький                            | Іллінська церква у селі Суботів                        | 1997                                                   | 1 вересня 1998                                         | 14 червня 2004                                         | 1 жовтня 2020                                          |
|                                                        |                                                        | Володимир Стельмах                                     | 133 × 66                                               | Блакитно-синій                                         | Гетьман Богдан Хмельницький                            | Іллінська церква у селі Суботів                        | 2001                                                   | 5 березня 2001                                         | 14 червня 2004                                         | 1 жовтня 2020                                          |

#### Банкноти третього покоління
Банкноти цієї серії друкувалися у 2004, 2005, 2011, 2013 і 2015 роках. Одними із нововведень серії стало: на аверсі, біля портрету Хмельницького, з'явився його родинний герб; водяний знак представлений, крім портрету Хмельницького, символом гривні; вживлена в папір захисна стрічка з написом «5 ГРН», тризубом, і цифрою «5» у два рядки; кодоване латентне зображення.
Банкноти ввели в обіг 2004 року. З 2023 року банкноти почали поступово вилучатися.
| Перелік випусків 5-гривневих банкнот третього покоління | Перелік випусків 5-гривневих банкнот третього покоління | Перелік випусків 5-гривневих банкнот третього покоління | Перелік випусків 5-гривневих банкнот третього покоління | Перелік випусків 5-гривневих банкнот третього покоління | Перелік випусків 5-гривневих банкнот третього покоління | Перелік випусків 5-гривневих банкнот третього покоління | Перелік випусків 5-гривневих банкнот третього покоління | Перелік випусків 5-гривневих банкнот третього покоління | Перелік випусків 5-гривневих банкнот третього покоління | Перелік випусків 5-гривневих банкнот третього покоління |
| Підпис                                                  | Зображення                                              | Зображення                                              | Розміри (мм)                                            | Основний колір                                          | Опис                                                    | Опис                                                    | Дата                                                    | Дата                                                    | Дата                                                    | Дата                                                    |
| Підпис                                                  | Аверс                                                   | Реверс                                                  | Розміри (мм)                                            | Основний колір                                          | Аверс                                                   | Реверс                                                  | друку                                                   | випуску                                                 | початку вилучення                                       | неплатіжності                                           |
| ------------------------------------------------------- | ------------------------------------------------------- | ------------------------------------------------------- | ------------------------------------------------------- | ------------------------------------------------------- | ------------------------------------------------------- | ------------------------------------------------------- | ------------------------------------------------------- | ------------------------------------------------------- | ------------------------------------------------------- | ------------------------------------------------------- |
|                                                         |                                                         | Сергій Тігіпко                                          | 118 × 63                                                | Блакитно-синій                                          | Гетьман Богдан Хмельницький                             | Іллінська церква у селі Суботів                         | 2004                                                    | 14 червня 2004                                          | 1 січня 2023                                            | В обігу                                                 |
|                                                         |                                                         | Володимир Стельмах                                      | 118 × 63                                                | Блакитно-синій                                          | Гетьман Богдан Хмельницький                             | Іллінська церква у селі Суботів                         | 2005                                                    | 18 квітня 2005                                          | 1 січня 2023                                            | В обігу                                                 |
|                                                         |                                                         | Сергій Арбузов                                          | 118 × 63                                                | Блакитно-синій                                          | Гетьман Богдан Хмельницький                             | Іллінська церква у селі Суботів                         | 2011                                                    | 1 листопада 2011                                        | 1 січня 2023                                            | В обігу                                                 |
|                                                         |                                                         | Ігор Соркін                                             | 118 × 63                                                | Блакитно-синій                                          | Гетьман Богдан Хмельницький                             | Іллінська церква у селі Суботів                         | 2013                                                    | 1 червня 2013                                           | 1 січня 2023                                            | В обігу                                                 |
|                                                         |                                                         | Валерія Гонтарева                                       | 118 × 63                                                | Блакитно-синій                                          | Гетьман Богдан Хмельницький                             | Іллінська церква у селі Суботів                         | 2015                                                    | 1 липня 2015                                            | 1 січня 2023                                            | В обігу                                                 |

## Кількість банкнот в обігу
Станом на 1 квітня 2024 року в обігу в Україні перебувало 126,4 млн штук банкнот номіналом 5 гривень, що становить 4,7% від загальної кількості банкнот усіх номіналів.